# Hromgla
Il Qal'at ar-Rum (in arabo قلعة الروم‎?), in curdo Hromkla , chiamata Rumkale in turco e Hromgla in armeno, sempre con il significato di "castello romano" (nel senso di bizantino), fu una potente fortezza sul fiume Eufrate, 50 km a nord-est di Şanlıurfa, il capoluogo della omonima provincia della Turchia.
La sua posizione strategica era già conosciuta dagli Assiri, sebbene la presente struttura sia soprattutto di origine ellenistica e romana. 
Durante il medioevo il sito fu occupato da vari signori della guerra bizantini ed armeni.
Qal'at ar-Rum fu il seggio di un patriarca armeno dal XII secolo. 
Dal 1203 al 1293 fu la residenza del capo supremo (catholicos) della Chiesa armena. 
Nel 1293 fu espugnata dai mamelucchi d'Egitto a seguito di un lungo assedio.
La fortezza è attualmente una rovina accessibile per battello solo dalla vicina cittadina di Halfeti nella provincia di Şanlıurfa.